# Tapinauchenius violaceus
Tapinauchenius violaceus là một loài nhện trong họ Theraphosidae.
Loài này thuộc chi Tapinauchenius. Tapinauchenius violaceus được Cândido Firmino de Mello-Leitão miêu tả năm 1930.